# 皮内拉斯公园 (佛罗里达州)
皮内拉斯公园（英語：Pinellas Park）是美国佛罗里达州皮尼拉斯縣下属的一座城市。建立于1915年。面积约为38.7平方公里（约合14.9平方英里）。根据2010年美国人口普查，该市有人口49,079人。论人口在本州排行第53。